# La casa della 56ª strada
La casa della 56ª strada (The House on 56th Street) è un film di Robert Florey del 1932.

## Trama
Fine Ottocento. Peggy Martin, bellissima show girl, è l'amante di Lindon Fiske. Si innamora, però, di un giovane di buona famiglia, Monte Van Tyle che sposa nonostante il parere contrario dei suoi. La coppia vive felicemente fino a che Fiske non torna nella vita di Peggy. L'uomo, ormai malato, minaccia il suicidio per riaverla. Lei cerca di fermarlo e, nella lotta per impadronirsi della pistola, all'arma fugge un colpo che uccide Fiske. Accusata di omicidio, Peggy finisce in carcere, condannata a vent'anni.
Monte, anni dopo, muore al fronte, durante la prima guerra mondiale. Alla figlia di Peggy, Eleanor, viene detto che la madre è morta.
Quando Peggy viene rilasciata, incontra Bill Blaine, un giocatore professionista con il quale si mette in società. I due vanno a lavorare per Bonelli, un politico di New York che ha aperto una casa da gioco sulla 56ª strada. La giovane Eleanor, che ha ereditato la passione del gioco della madre, una sera entra nel locale. Peggy, per togliere alla figlia quel vizio pericoloso, fa in modo che la ragazza non riesca a vincere. Ma Blaine, che gestisce la sala da gioco, fa venire nel suo ufficio Eleanor, minacciandola di informare il marito del suo considerevole debito. Lei, allora, gli spara. Peggy, per proteggere la figlia, si accusa del delitto. Bonelli, che sospetta la verità, si offre di lasciarla libera se la donna accetterà di rimanere per sempre nella casa della 56ª strada.

Trama tratta da AFI

## Produzione
Il film fu prodotto dalla Warner Bros. Pictures Inc.

## Distribuzione
Il copyright del film, richiesto dalla Warner Bros. Pictures, Inc., fu registrato il 29 novembre 1933 con il numero LP4290. Venne presentato in prima a New York il 2 dicembre e a Londra il 13 dicembre, uscendo nelle sale statunitensi il 23 dicembre 1933 e in quelle britanniche il 28 maggio 1934. In Francia, come Sa douce maison, fu distribuito il 15 giugno 1934. L'anno dopo, uscì in Danimarca (11 marzo 1935) con il titolo Huset i 56nde Gade. Venne distribuito anche in Portogallo (3 giugno 1937, come O Clube da Rua 56) e in Finlandia (7 gennaio 1940, come Nainen ilman hermoja).